# آدیداس تلستار ۱۸
آدیداس تلستار ۱۸ (به انگلیسی: Adidas Telstar 18) توپ رسمی مسابقات جام جهانی فوتبال ۲۰۱۸ بود که در کشور روسیه برگزار شد. این توپ توسط شرکت آدیداس، یک شریک فیفا و تأمین‌کننده رسمی توپ مسابقه جام جهانی فوتبال از سال ۱۹۷۰، و بر اساس مفهوم اولین توپ جام جهانی آدیداس طراحی شده‌است. تولیدکننده این توپ فوروارد اسپورتس، تأمین‌کننده تجهیزات ورزشی مستقر در سیالکوت پاکستان بود.
تلستار ۱۸ در ۹ نوامبر ۲۰۱۷ توسط لیونل مسی در مسکو ارائه شد. رونالدو فوتبالیست بازنشسته برزیلی با معرفی یک تلاستار ۱۸ که در مارس ۲۰۱۸ به فضا برای خدمه ایستگاه فضایی بین‌المللی فرستاده‌شد، جام جهانی فوتبال ۲۰۱۸ را افتتاح کرد؛ این توپ در ماه ژوئن به زمین بازگشت.

## نام‌گذاری
نام این توپ در ۹ نوامبر ۲۰۱۷ در نمایش رسمی در مسکو توسط لیونل مسی برندهٔ توپ طلا در جام جهانی فوتبال ۲۰۱۴، فاش شد و همچنین برندگان جام جهانی در سال‌های مختلف: زین‌الدین زیدان، کاکا، آلساندرو دل‌پیرو، ژابی آلونسو و لوکاس پودولسکی در این مراسم حضور داشتند. تلستار ۱۸ به اولین توپ مسابقه جام جهانی آدیداس که تلستار نام داشت ادای احترام می‌کند که خود به خاطر شباهتش به ماهواره مخابراطی تلستار نام‌گذاری شده‌بود. واژه تلستار ترکیبی از واژه‌های «تلویزیون» و «استار» (ستاره) است.

## طراحی و ساخت

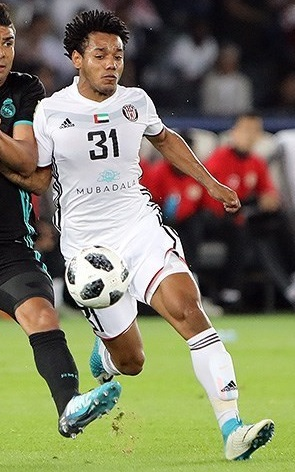
آدیداس تلاستار ۱۸ که در نیمه‌نهایی جام باشگاه‌های جهان ۲۰۱۷ بین الجزیره و رئال مادرید مورد استفاده قرار می‌گیرد.

تلستار اصلی مورد استفاده در جام جهانی فوتبال ۱۹۷۰ اولین توپ فوتبالی بود که الگویی سیاه و سفید از خود نشان می‌داد. این کار برای اطمینان از اینکه مخاطبان تلویزیونی می‌دانند توپ در هنگام بازی کجاست، انجام شد، به دلیل اینکه بسیاری از تلویزیون‌ها در آن زمان یک صفحه نمایش سیاه و سفید داشت (تلویزیون رنگی هنوز در بسیاری از نقاط جهان در این دوران نادر بود). اگرچه تلستار ۳۲ پنل داشت، اما تلستار ۱۸ دارای شش پنل بافت دار است. آن‌ها به هم دوخته نمی‌شوند، بلکه به‌طور یکپارچه به هم چسبیده‌اند.
توپ دارای یک تراشه ارتباط میدان نزدیک جاسازی شده‌است. با این حال برای بازیکنان هیچ ارزشی ندارد و هیچ اطلاعاتی در مورد ضربات یا ضربات سر توپ خود ارائه نمی‌دهد، اگرچه آدیداس این موضوع را در یک توپ فوتبال قبلی فراهم کرده‌است. مصرف‌کنندگانی که یک تلاستار ۱۸ خریداری می‌کنند، قادرند با استفاده از یک تلفن هوشمند به تراشه متصل شوند تا به محتوا و اطلاعاتی که منحصر به آن توپ است وصل شوند، همچون شخصی سازی و بومی سازی و غیره.
توپ‌های تلستار ۱۸ در پاکستان و چین ساخته می‌شوند.

## انتقاد از عملکرد
اگرچه آدیداس اعلام کرد که تلستار ۱۸ از نظر علمی طراحی شده‌بود تا در پرواز قابل پیش‌بینی باشد و «کامل ترین قطعه تجهیزاتی بود که تا به حال در بازی مورد استفاده قرار گرفته‌است» دروازه‌بان‌های بین‌المللی از جمله مارک-آندره تر اشتگن، پپه رینا و داوید د خیا پیش از مسابقات ارزیابی کردند که توپ به‌طور غیرقابل پیش‌بینی جهت را تغییر داده و می‌تواند به دلیل پوشش صاف و کمبود درزش لغزنده باشد. به نقل از دنی آلوز، مدافع برزیل، که معتقد است «تلستار ۱۸ لذت مطلقی برای کسانی است که آن را شوت می‌کنند، اما کابوس برای کسانی است که باید مسیر آن را حدس بزنند و سعی کنند آن را متوقف کنند». به گفته خواکین ماروتو از آس، توپ «بازیکنان را تشویق می‌کند که از راه دور شلیک کنند زیرا اگر توپ به خوبی زده شود، از طریق هوا گیج می‌شود اما هیچ یک از شدت خود را بر ضربه از دست نمی‌دهد»، با اشاره به گل توماس مولر برای آلمان از راه دور در یک بازی دوستانه در مارس ۲۰۱۸ مقابل اسپانیا. انتقاد از بی پایداری تلستار ۱۸ پس از چندین گل از راه دور در دورهای اولیه جام جهانی ادامه یافت. به گزارش کانال خبری روسیه ۲۴، این بخشی از یک تغییر عمدی در تعادل بازی بود.
تفسیر بیشتر بر عملکرد توپ پس از اینکه دو توپ در یک بازی دور رفت بین فرانسه و استرالیا ترکید به وجود آمد؛ توپ دیگری در بازی بین آرژانتین و ایسلند ترکید. مشخص شد چهارمین توپ تلستار ۱۸ در بازی اروگوئه و عربستان سعودی در ۲۰ ژوئن فشار خود را از دست داده‌است.

## تلستار میچتا

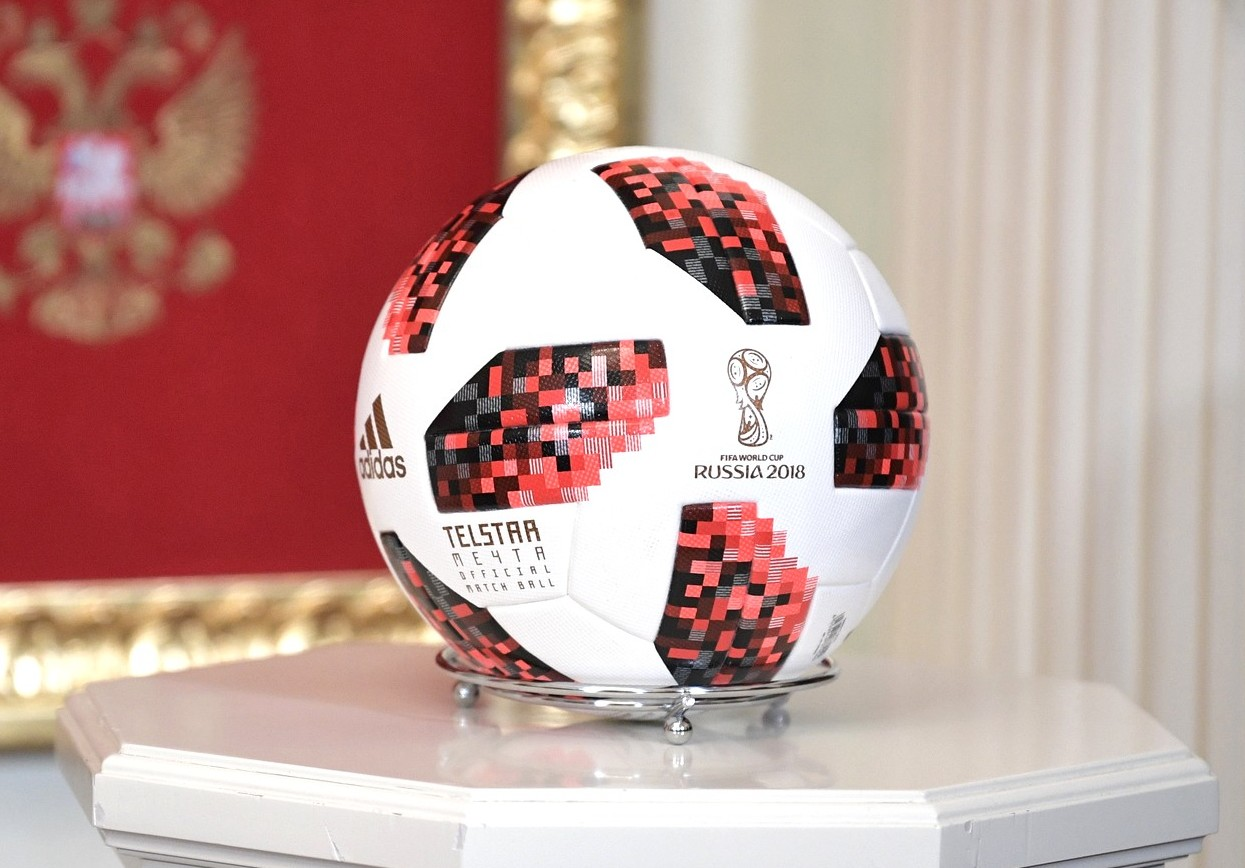
تلستار میچتا

در پایان مرحله گروهی جام جهانی ۲۰۱۸، فیفا طراحی جدیدی را فاش کرد که قرار بود در مرحله حذفی مورد استفاده قرار گیرد: تلستار میچتا (Мечта). «میچتا» به معنای رویا یا هدف در زبان روسی است.
در اجلاس ۲۰۱۸ روسیه–ایالات متحده، ولادیمیر پوتین رئیس جمهور روسیه یک تلستار میچتا را به دونالد ترامپ رئیس جمهور آمریکا هدیه کرد که تیم ملی‌اش نتوانسته‌بود به این تورنمنت صعود کند. این توپ که شامل تراشه استاندارد و دستگاه‌های انتقال بود، جنجال سیاسی درون آمریکا را بر سر ترس از جاسوسی برانگیخت.